# 泛美博览会

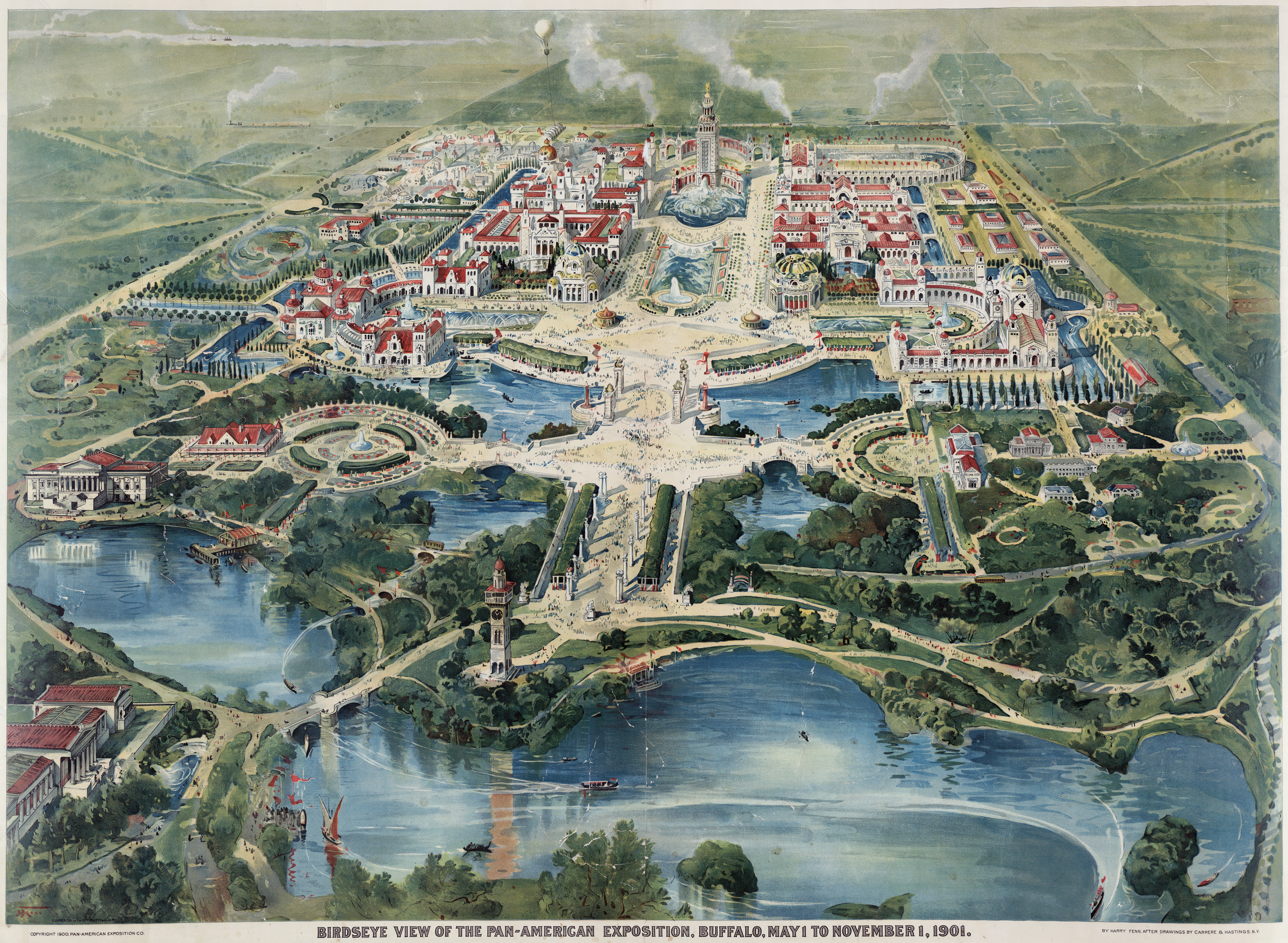
1901年泛美博览会的鸟瞰图

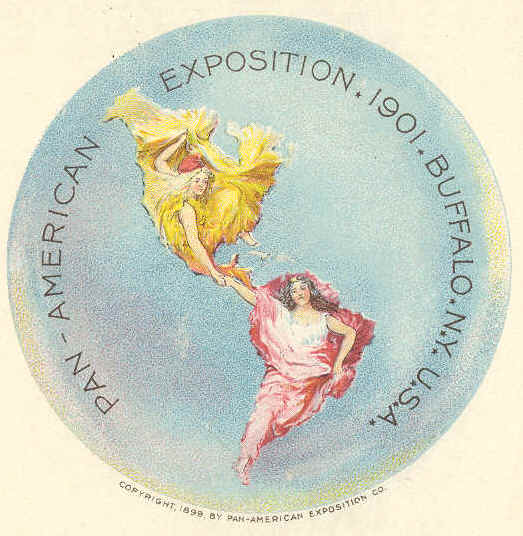
泛美博览会官方标志

泛美博览会（英語：Pan-American Exposition）是1901年5月1日至11月2日在美国纽约州布法罗举办的一次世界博览会。当时拥有35万人口的布法罗是美国第八大城市，也是重要的铁路枢纽。博览会占地350英亩（1.4平方公里），位于现在的特拉华公园（Delaware Park）西侧。整个博览会耗资700万美元（合2025年的2.56億美元），共接待了800万游客。
博览会的大多数建筑都是使用简易材料制成的临时性建筑，在博览会结束后便被拆除。只有纽约州馆在博览会后被永久保留，1987年被美国国家历史名胜所收录，现为布法罗历史博物馆（Buffalo History Museum）。此外，位于布法罗市中心、1912年建成的布杂艺术风格的电塔（Electric Tower）则是仿照泛美博览会的电塔建成的。
泛美博览会最为人所熟知的是它与总统威廉·麦金莱遇刺案的关联。1901年9月5日，麦金莱总统在博览会上发表了一场演讲。次日，他在博览会的音乐圣殿（Temple of Music）被无政府主义者里昂·乔戈什枪击。八天后，他因枪伤逝世。时任副总统西奥多·罗斯福宣誓就任总统。

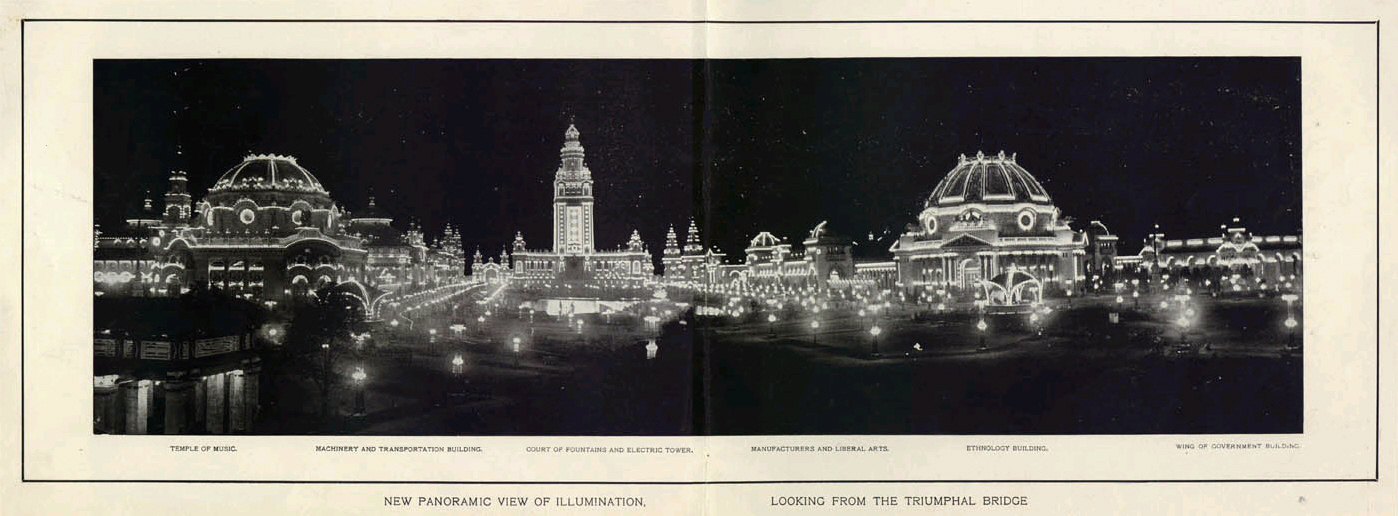
泛美博览会，美国纽约州布法罗，1901年，全景图